# Yamil Escaffi
Yamil Axel Escaffi Guzmán (Cochabamba, 1989) es escritor y poeta boliviano. Estudió sociología en la Universidad Mayor de San Simón. Es editor y traductor de poesía en la editorial artesanal Mefistofelia. Por su obra poética ha recibido la Mención de Honor del Premio Plurinacional Eduardo Abaroa, en la especialidad de mejor obra poética publicada.
En agosto de 2019 su libro Noctante fue retirado de la circulación. Fue uno de los artistas seleccionados para recibir el Fondo de Circulación Internacional para Industrias Culturales del programa Intervenciones Urbanas.

## Obras
- Jaula Elemental, 2010.[7]
- Cadáveres Personales, 2014.[8]
- La escritura de los insectos, 2014.[9]
- Vigilar el humo, 2014.[10]
- Terrae Motus, 2014.[11]
- Humo vigilado, 2018. (Reedición)[12]
- Terrae Motus, 2019. (Reedición)[13] Premio Plurinacional Eduardo Abaroa
- Noctante, 2019. Editorial 3600. (Removido de circulación)[5]